# 功夫侠
《功夫侠》（英語：Kung Fu Man），2013年在中国大陆上映的功夫片，主演是陈虎、蒋梦婕、范妮莎·布兰奇等。

## 剧情
该片讲述一个武术青年“陈平”营救遭到国际绑架组织绑架的孩童的故事。

## 演出
| 演员          | 角色       | 备注                 |
| 陈虎          | 陈平       | 功夫侠。             |
| 蒋梦婕        | 刘婕       | 镇上小学的英语教师。 |
| 范妮莎·布兰奇 |            | 绑架组织头目之一。   |
| 阿曼·达博     | 克里斯托夫 | 被绑架的小男孩。     |
| 林申          |            |                      |
| 柴纳·迈克     |            | 绑架组织男性头目。   |
| 袁祥仁        |            |                      |

## 制作
该片在云南省大理市喜州城拍摄而成。